# حصار مونسيجور
حصار مونسيجور كان حصار مدته تسعة شهور لمعقل الكاثاريين قلعة مونسيجور وقد حاصرتهم القوات الملكية الفرنسية منذ مايو 1243. وبعد استسلام القلعة، تم حرق 210 كاثار كمالي والمؤمنون الذين معهم، حيث تم حرقهم في مشاعل في 16 مارس 1244.

## خلفية
بالرغم من أن الحملات الصليبية على الكاثار انتهت باتفاقية باريس-مو في عام 1229، إلا أن المقاومة المحلية استمرت. كنيسة الكاثار كانت لا تزال بمقدورها إدارة ومعارضة إرهاب محاكم التفتيش والتي عمت لانغيدوك. في عام 1233، أسقف الكاثار دي كاستري طلب من ريمون دي بيريلي السماح بجعل مونسيجور «المجلس والرأس» لكنيسة كاثار.
وكملاذ للكاثار، اكتسبت مونسيجور مكانة رمزية واستراتيجية مهمة في المقاومة ضد الكنيسة الكاثوليكية وضد القوات الفرنسية في السنوات اللاحقة. في 1241، ريموند الرابع، حاول بأن يسيطر على مونسيجور، لينال إعجاب وولاء الملك لويس التاسع والكنيسة الكاثوليكية في المقام الأول. وفي ذلك الوقت كانت مونسيجور تحتضن حوالي 500 شخص.
وفي سياق المقاومة الأوكيتانية والتي تم ربطها غالباً بجهود ريماند ليحرر نفسه من سلاسل اتفاقية باريس، تم قتل اثنين من ممثلي محاكم التفتيش ويليام أرنالد وستيفين ساينت-ثيبري، وأيضا مع مرافقيهم وحاشية الملك بواسطة خمسة عشر رجلاً من مونسيجور، وذلك في Avignonet في 28 مايو 1242. هذا الحدث أدى إلى قرار إرسال قوات عسكرية للقضاء على المعقل.

## الحصار

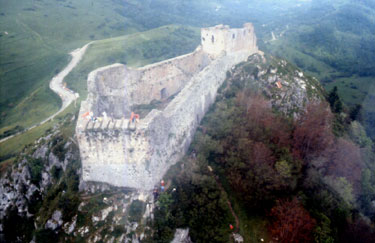
قلعة الحصار

في مايو 1243، وكيل الأمير هوغو دي أركيس تولى قيادة الحملة العسكرية لحوالي 10,000 جندي ضد القلعة التي يتواجد بها 100 مقاتل وكانت موطناً للـperfecti (والذين كانوا سلميين ولم يشاركوا في المعركة)، والاجئين المدنيين. الكثير من هؤلاء اللاجئين كانوا كاثارييون والذين عاشوا في أكواخ وكهوف خارج القلعة. الإستراتيجية الأولية كانت بحصار القلعة لانتظار نفاذ الماء والمؤونات، كانت الإستراتيجية تعمل جيداً من قبل في الحملات الصليبية. ولكن، المدافعون كانوا مجهزون جيداً بالإمدادات وكانوا يستطيعون إبقاء خطوط الدعم مفتوحة، وكانوا مدعومين من قبل كافة السكان المحليين، حتى أن بعض التعزيزات وصلت. وهكذا في نهاية المطاف تم اقرار الهجوم على المكان مباشرة، وكانت مهمة صعبة للغاية بسبب الموقع الاستراتيجي للقلعة حيث كان يقع عالياً على قمة جبلية عالية من الحجر الجيري. وبعد العديد من محاولات الفشل، مرتزقة الباسك استطاعوا بتأمين المكان على الجهة الشرقية للقمة حول المنخفض والذي سمح ببناء المنجنيق. هذا اجبر اللاجئين الذين يعيشون خارج القلعة بأن يدخلوا إليها، مما جعل من ظروف المعيشة أصعب. وكما يبدو أن احدهم قام بالخيانة، حيث وجد ممر يوصل إلى المرقب والذي تم غزوه في مارس 1244. وتم تحريك رامي الحجارة أقرب، وظروف المعيشة بالداخل تدهورت تحت القصف ليلاً ونهاراً. وعندما فشلت محاولة من قبل الحامية بطرد الغزاة من المرقب، أعطى المدافعون إشارة التفاوض بالإستسلام.

## الإستسلام
شروط الإستسلام تم تحديدها سريعاً كل الأشخاص المتواجدين في القلعة يسمح لهم بالمغادرة إلا الذين لا يريدون ترك العقيدة الكاثارية، في المقام الأول الأشخاص الذين يطلق عليهم مسمى الـperfecti (الكماليون). وتمت عقد هدنة لمدة اسبوعين. وفيها تمت افامة الصلوات والصيام. وعدد من المدافعين قرروا الانضمام إلى الكماليون البالغ عددهم 190. ومما زاد عدد مؤمني الكاثار الذين سيحرقون بين 210 وحتى 215. وفي 16 مارس، وبقيادة المطران برتراند مارتي، خرجت المجموعة القلعة وذهبت إلى المكان الذي كان يشعل فيه الخشب لحرق الجثث. ولم يكونوا بحاجة إلى أوتاد لتثبيتهم : حيث انهم قضوا نحبهم طواعية حرقاً في النار.

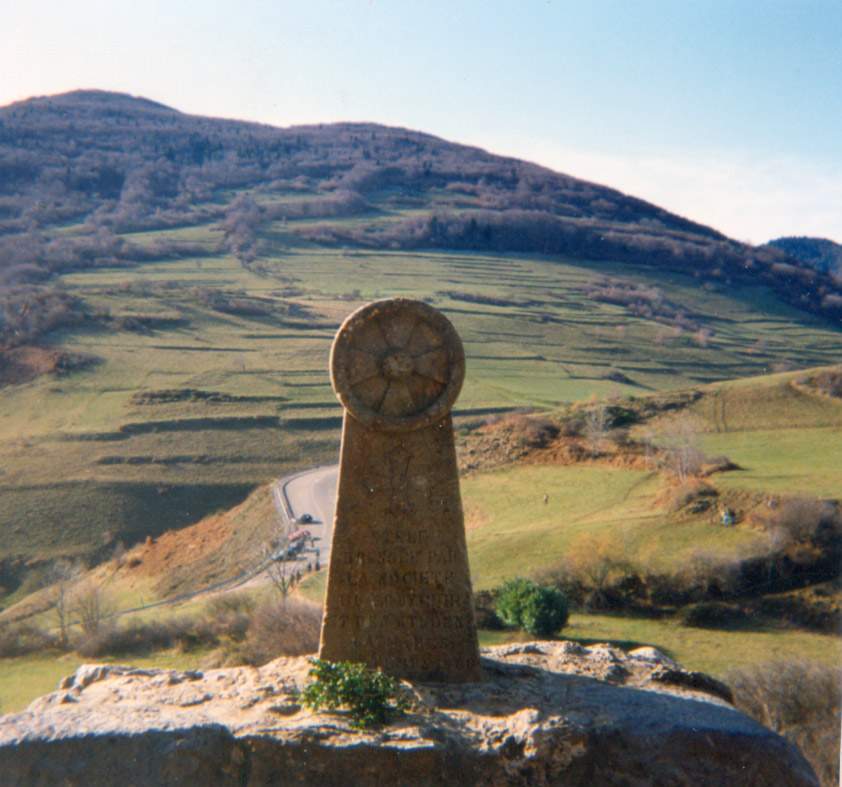
شاهد تذكاري على الكاثار من 16 مارس 1244

بقية المدافعين، بما بينهم الذين شاركوا في قتل محققو محاكم التفتيش، سمح لهم بالمغادرة، وبنيهم ريمون دي بيريللي والذي لاحقاً، كالأخرين أرسل إلى محاكم التفتيش. وقد تم الإدعا بأن ثلاثة أو أربعة كماليون ("perfecti") نجوا; حيث أنهم غادروا القلعة بواسطة طريق سري لإستعادة كنز الكاثار والذي تم دفنه في غابة بالقرب قبيل أسابيع من الإستسلام. احتوى الكنز على مواد قيمة، ووثائق وأيضاً يحتمل انه كان يحتوي على أثار مقدسة. لاشئ عن مكانه معروف.

## بعد الحادثة
واصل الكاثار في لانغدوك لعقود عديدة ولكنهم خسروا منظمتهم، وتحت ضغط محاكم التفتيش، انتقل أنصارهم الذين لم يتم القبض عليهم إلى أماكن أخرى كإسبانيا أو إيطاليا حيث كانت الأوضاع هنالك أقل ظلماً. تم تحطيم قلعة مونسيجور، القلعة الحالية هي بقايا لقلعة الحدود الفرنسية من أوقات لاحقة.